# Еолийски диалект
Еолийският диалект е диалект на старогръцкия език, говорен около X-IV век пр. Хр. в част от района на Егейско море.
Говорен първоначално в Беотия и Тесалия, той е пренесен от местни колонисти в областта Еолия в Мала Азия, включително на остров Лесбос, откъдето идват и основните запазени образци на еолийска поезия. В западната част на ареала си еолийските диалекти са повлияни от дорийските, а в източната – от йонийските. Към IV век пр. Хр. еолийският диалект е до голяма степен изместен от общогръцкото койне.